# Museum für Glaskunst Lauscha

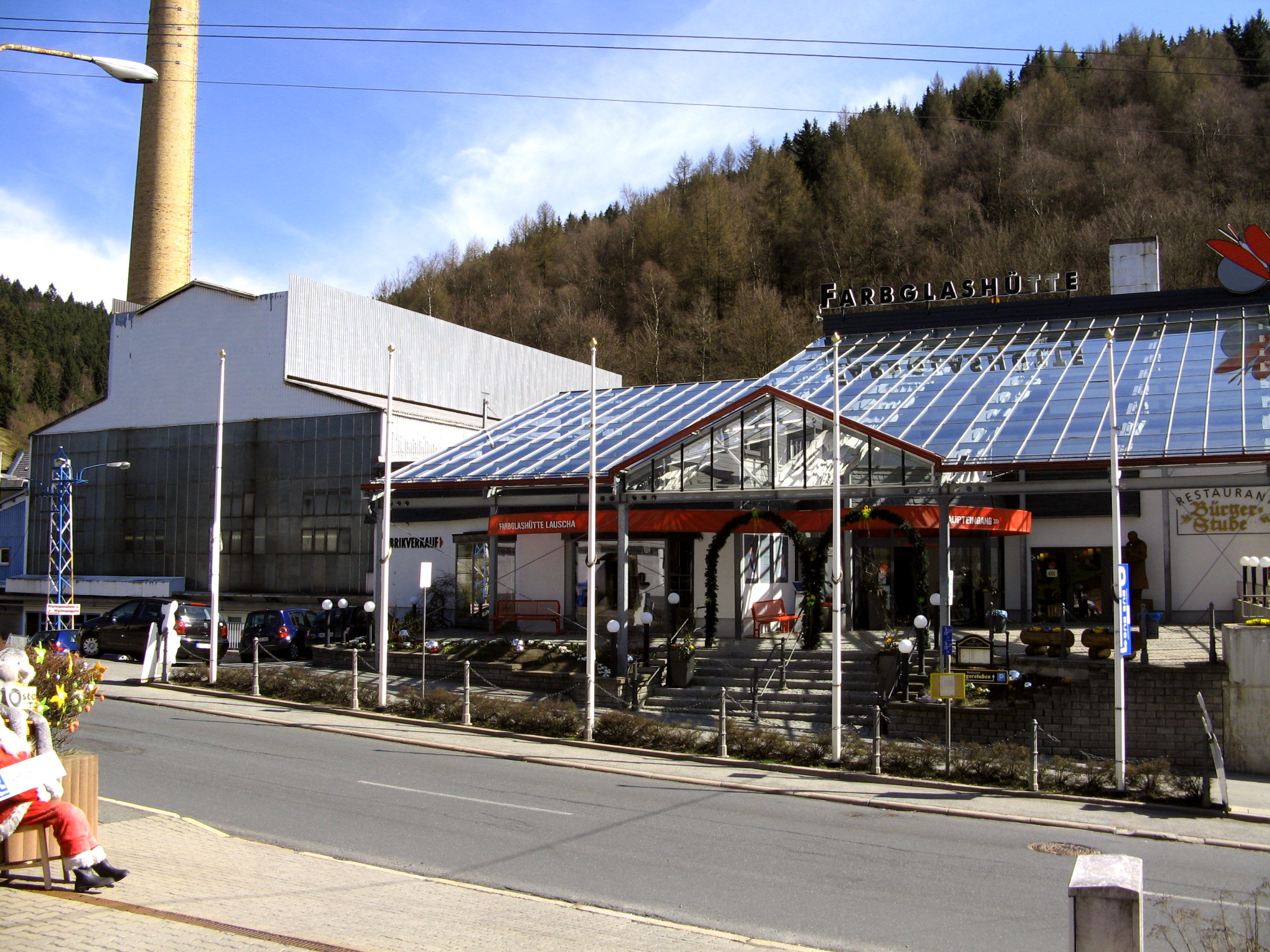
Farbglashütte, Ausstellungsort seit April 2014

Das Museum für Glaskunst ist ein 1903 eröffnetes Museum in Lauscha, das die Geschichte der Glasmacherei und der Kunstglasbläserei in der Region um Lauscha auf dem Kamm des Thüringer Schiefergebirges nachvollzieht, wissenschaftlich untersucht und darstellt. Die Glashütte Lauscha gilt als Mutterglashütte der Thüringer Glasindustrie.

## Lage
Das Museum für Glaskunst befindet sich in der Stadt Lauscha, Landkreis Sonneberg. Die Ausstellung wird in der Farbglashütte an der Straße des Friedens 46 gezeigt. Der Ort Lauscha bildet das Zentrum der alten Glashüttenregion im östlichen Thüringer Wald und im Thüringer Schiefergebirge.

## Entstehungsgeschichte

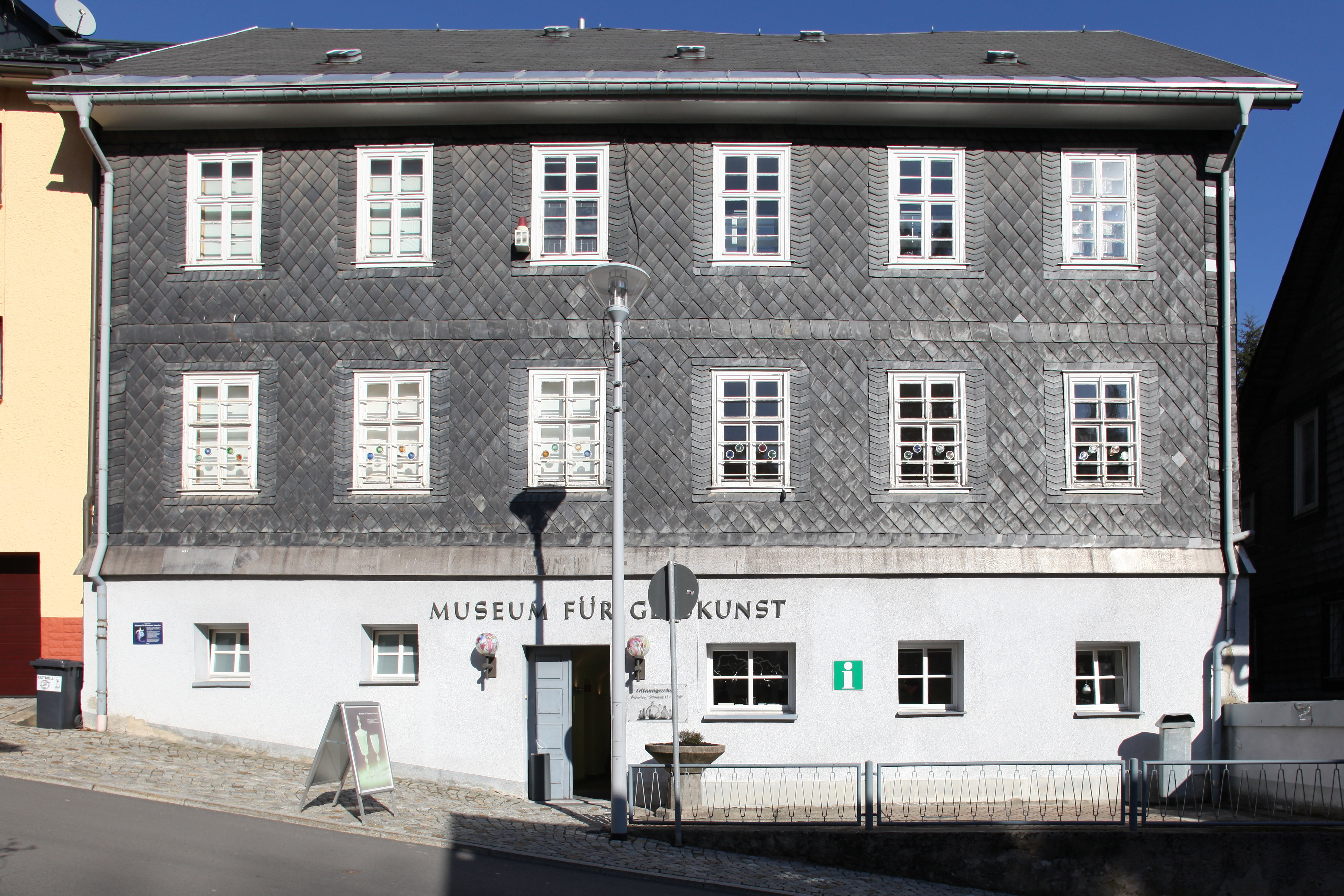
Alte Schule, historischer Standort 1903–2013

### Die Museumsgründung
Das Museum ging aus einer Schausammlung von hochwertigen Gläsern und Glasobjekten hervor, die anlässlich des 300-jährigen Bestehens der Lauschaer Glashütte im Jahr 1897 von der Lauschaer Bevölkerung gestiftet wurde. Diese Ausstellung wurde am 7. August 1897 in der gerade neu erbauten Bahnhofsschule eröffnet. Auf Anregung des Realschullehrers Armin Apel und der Kunstglasbläser und Lehrer der Fachschule für Kunstglasbläserei Christian Eichhorn-Sens, ab 1905 Leiter der Glasbläser-Werkstatt der Fachschule, Otto Müller-Pathle und Elias Hirsch wurde das gesammelte Ausstellungsgut im Zeichenraum der Gewerblichen Fachschule in der Alten Schule, einem 1849–1851 errichteten Fachwerkbau nahe der alten Dorfglashütte, bzw. an dem durch deren Abriss 1905 entstehenden  Hüttenplatz, untergebracht.
Der 1898 gegründete Gewerbeverein beschloss, diese einzigartige und kunsthistorisch bedeutsame Sammlung zu erhalten, zu ergänzen und zu einer Schau zur Geschichte des Ortes und seiner Bewohner auszubauen. Der Gemeindevorstand Louis Müller-Pathle und der Gemeinderat stimmten der Idee zur Gründung eines Orts- und Heimatmuseums zu. Die Gemeinde erwarb 1900 die Genehmigung, das gesammelte Ausstellungsgut in der Gewerblichen Fachschule ausstellen zu dürfen. 1903 wurde das erweiterte Museum als Ortsmuseum eröffnet. Das historische Schulgebäude in der heutigen Oberlandstraße 10 blieb 110 Jahre, bis Ende 2013, Standort der Ausstellung.

### Die Entwicklung zum Museum für Glaskunst
Paul Eichhorn, ein mit der Glasherstellung vertrauter Gewerbeoberlehrer und Direktor der Berufsschule, wurde zum langjährigen Leiter des Museums. Unter seiner Leitung wurde es bis 1929 zum damals einzigen Spezialmuseum für Glaskunst in Deutschland aufgebaut. Die finanziellen Möglichkeiten des Museums waren sehr gering. Meist waren es Erbschaftsstücke, die dem Museum als Schenkung oder Dauerleihgaben zugereicht wurden. Eine besonders wertvolle, aus 600 Gläsern bestehende Privatsammlung des Lauschaer Bürgers Apotheker Richard Thiel konnte nicht übernommen werden. Diese Sammlung gelangte 1912 komplett für einen Kaufpreis von 10.000 Mark in den Besitz des Sonneberger Spielzeugmuseums und blieb damit der Region erhalten. Der Kunst- und Gewerbeverein war infolge des Ersten Weltkrieges kaum noch arbeitsfähig und ein beträchtlicher Teil der Leihgaben wurde von den Eigentümern zurückgefordert. 1919 entschied die Museumsleitung aus Platzmangel, den  ebenso angewachsenen heimatkundlichen Sammlungsbestand aufzugeben und das Museum auf die Sammlung von Glaskunst zu spezialisieren.
1925 gründete sich aus dem Kreis interessierter Einwohner ein Museumsverein, dem zeitweise über einhundert Mitglieder angehörten, die in ehrenamtlicher Arbeit ihre Kenntnisse und Fähigkeiten der Weiterentwicklung des Museums zur Verfügung stellten. Der Verein beschloss 1932 die Umbenennung des Museums in Museum für Glaskunst Lauscha. Nachdem die Gewerbliche Fachschule 1936 in die neue Berufsschule in der Bahnhofstraße umgezogen war, konnten mehr Räume der Alten Schule als Ausstellungsfläche genutzt werden.
Durch  wissenschaftliche Zusammenarbeit mit bayerischen und württembergischen Museen und Glashütten wurde das Lauschaer Museum in den 1930er Jahren auch in der Kunstwelt zunehmend bekannter. Wertvolle Schenkungen kamen von der Fachschule Zwiesel (1932), der Württembergischen Metallwarenfabrik (1934), den Schottwerken Jena (1935) und der Glashütte Brehmenstall in Ernstthal. Auch ortsansässige Glasbläser übergaben dem Museum immer wieder Lampenarbeiten.

### Museumsbetrieb in der Neuzeit
Die Wirren des Zweiten Weltkrieges überstand die Sammlung unbeschadet und schon im Mai 1945 wurde der Museumsbetrieb wieder aufgenommen. Am 23. Oktober 1949 wurde das Museum offiziell neu eröffnet. Zunächst wurde Paul Eichhorn zum ehrenamtlichen Kustos ernannt. 1953, als das Museum der Stadt Lauscha unterstellt wurde, übernahm Rudolf Hoffmann als erster hauptamtlicher Leiter die Verwaltung, wissenschaftliche Aufarbeitung, Archivierung und Ausstellung der Exponate. Inzwischen nutzte das Museum beinahe das gesamte Gebäude als Ausstellungsfläche. Historische Lauschaer Gläser und Böhmisches Glas aus Eisenbrod aus Ankäufen und Stiftungen erweiterten den Bestand. In Kooperation mit dem VEB Glaskunst und der Interessengemeinschaft Glaskunst organisierte das Museum einen externen Sonderlehrgang der Fachschule für angewandte Kunst Schneeberg mit einem Abschluss als Glasgestalter nach dreijähriger Ausbildung.
Mit einer modernen Ausstellungskonzeption wurde das Lauschaer Museum nach einer Umbauphase 1972 neu eröffnet. Das Museum zeigte Ausstellungen in anderen Museen der DDR, in Ungarn, Finnland und der ČSSR. Mit Unterstützung des Rates des Bezirkes Suhl erhielt das Lauschaer Museum im Jahr 1978 mehr als 900 über andere kulturelle Einrichtungen verstreute Glasobjekte, darunter  die einst an Sonneberg verlorene Apothekersammlung, zurück. 1981 gelangten Perlen und Flakons aus der Sammlung der F. Sachse & Co. aus Neuhaus am Rennweg in die Sammlung, dazu Arbeiten der Glassymposien, die 1981, 1983, 1986, 1989 und anlässlich der 400-Jahr-Feier Lauschas 1997 in der Farbglashütte veranstaltet wurden, sowie 1992 eine historische Pressglassammlung. Im Zuge einer Neukonzipierung der Ausstellung wurde 1994 die systematische Sammlung von Lauscher Christbaumschmuck zu einem neuen Schwerpunkt. Die historischen und modernen Gläser wurden nach wissenschaftlichen Gesichtspunkten beschriftet und ausgestellt, mit Unterstützung des Thüringer Kultusministeriums Vitrinen für Sonderausstellungen angekauft. 1999 wurden acht der ältesten Exponate von Unbekannten entwendet, ein Objekt wurde 2004 von einem aufmerksamen Sammler aufgespürt und zurückgeführt.

### Neue Entwicklungen
In den letzten Jahren wurden die Bestände systematisch ergänzt. Die ständige Ausstellung wurde konzeptionell überarbeitet, die Präsentation zeitgenössischer Glaskunst erweitert. Hinzu traten jährlich 4 – 5 Wechselausstellungen. Kooperationen entwickelten sich mit dem Grafikmuseum Bad Steben, dem Ägyptischen Museum Berlin und dem Wissenschaftszentrum Bonn. Federführend waren ab 1992 die Museumsleitungen Helena Horn, Uwe Claassen und schließlich Günter Schlüter, der am 31. Dezember 2011 in den Ruhestand trat.
Im Januar und Februar 2014 zog die Ausstellung in eine moderne, barrierefrei zugängliche Ausstellungsfläche in der Farbglashütte um, die am 12. April 2014 freigegeben wurde. Eine konzeptionelle Neuerung bildet ein Kabinett, in dem anschaulich die Entwicklung von der hohlgeblasenen  Glasperle zur Christbaumkugel, eine der wirtschaftlich bedeutendsten Erfindungen der Lauschaer Glasbläserei, nachvollzogen werden kann. Etwa 2.500 Objekte können interessierte Besucher in einem Schaudepot in Augenschein nehmen.

## Das Museum heute
Heute befindet sich das Museum in der Trägerschaft der Stadt Lauscha, die seit 1991 durch den Förderkreis des Museums für Glaskunst Lauscha e. V. unterstützt wird. Das Museum für Glaskunst sammelt, dokumentiert, erforscht und präsentiert das Thüringer Glas in seiner gesamten zeitlichen und thematischen Breite: vom späten Mittelalter bis zur Gegenwart, vom frühen Waldglas über höfische und bürgerliche Prunkgefäße, Glasperlen, Glasaugen, Spielzeug und technischem Glas bis zum Kunsthandwerk und zur zeitgenössischen Glaskunst.
Im wissenschaftlichen Bestand sind mehr als 10.000 Ausstellungsstücke erfasst. Bei den Umzugsarbeiten wurden über 5.000 Einzelobjekte neu inventarisiert und fotografisch erfasst. Die Arbeitsgänge und Herstellungstechniken von traditionellem Christbaumschmuck werden in einer Schauwerkstatt erläutert. Dem Museum sind ein Archiv und eine Bibliothek mit ca. 3.000 Werken aus Fachliteratur zur Glasbläserei und zur Regional- und Kulturgeschichte angeschlossen.
Zu den wichtigsten Neuerwerbungen zählen Werke von
Albin Schaedel, Walter Bäz-Dölle, Michael Draews und Alex Arbell sowie eine Schenkung von Glasobjekten des Kunstglasbläsers Otto Müller-Sachs (* 6. Dezember 1922; † 1. April 2012).